# Gaston Gérardot de Sermoise
Gaston Gérardot de Sermoise ou Gaston Gérardot, né le 13 septembre 1894 dans le 4e arrondissement de Paris et mort le 11 août 1932 au Vésinet, est un homme de lettres français et poète du XXe siècle.

## Biographie
Gaston Nicolas Joseph Gérardot de Sermoise, né le 13 septembre 1894 à Paris, est le fils de Joseph Auguste Gérardot (1859-1942) et de Marie Clarisse Sabatier (1867-1951).
Il est employé de commerce et domicilié à Paris quand il s'engage pour 3 ans dans l'armée (76e régiment d'infanterie) par devancement d'appel en octobre 1912. Promu caporal en février 1913, élève-officier en octobre 1913, il est nommé sous-lieutenant de réserve en avril 1914.
Il est mobilisé le 2 août 1914 et rejoint le 113e régiment territorial d'infanterie du Maroc oriental, puis affectée au 1er bataillon d'Afrique en juin 1915. Promu lieutenant en août 1916, il est détaché au 68e régiment territorial d'infanterie, puis après avoir été blessé en janvier 1916, affecté à l'état major de l'armée en septembre 1917.
Ses états de service sont élogieux : il est cité à l'ordre du 31e régiment d'infanterie le 30 août 1914 pour ses « remarquables qualités militaires [...] son courage et son autorité [...] notamment au combat du 30 août où il a été blessé », puis le 27 avril 1916 à l'ordre du Commandement général du Maroc « pour s'être distingué particulièrement au cours des opérations effectuées pendant les mois de décembre 1915 et janvier 1916 ». Il est grièvement blessé au combat le 30 janvier 1916. Xavier de Magallon raconte que Gaston Gérardot a accompli nombre de missions aussi « périlleuses que délicates en Mésopotamie, en Perse, en Afghanistan, [...] en Sibérie, au Sahara, au Niger, à Dakar [...] d'où il rapporte des renseignement précieux qui lui valent de nouvelles citations et les félicitations de Foch ».
L'historien Michaël Bourlet rapporte que Gaston Gérardot « doit sa notoriété davantage à ses activités littéraires de l’entre-deux-guerres qu’aux missions secrètes qu’il a accomplies pendant la guerre ». Il était membre de l’Association des écrivains combattants et de la Société des poètes français, « disciple préféré du poète Fernand Mazade », organisateur de soirées poétiques. Xavier de Magallon dira de lui qu'il était « un poète et un héros ».
C'est en effet après la guerre qu'il publie ses premiers poèmes dans des journaux et revues littéraires. Il publie le roman Behidjah la morte en 1925, L'Académie française lui remet le prix Archon-Despérouses en 1928 pour le Lys noir.
Il est décoré chevalier de la Légion d'honneur en 1916 et officier de la Légion d'honneur en 1928.
Gaston Gérardot de Sermoise était un numismate reconnu et sa collection napoléonienne était une des plus riches au monde. Peu avant sa mort, il fit don au Musée national de Malmaison d'un ensemble de deux mille monnaies et médailles de l'époque du Consulat et du Premier et Second Empire. Son buste en marbre réalisé par Michel de Tarnowsky y est également conservé.
Il meurt célibataire le 11 août 1932 au Vésinet et est inhumé au cimetière du père Lachaise à Paris. Lors de ses obsèques, c'est son ami le poète et député Xavier de Magallon qui prononce un discours en son honneur.

## Œuvres
- Behidjah la morte, 1925
- Le Lys noir, 1927
- Anthologie de la poésie française moderne, publié à Londres en 1929[11]
- La voile errante, 1932[12]

## Distinctions
- Officier de la Légion d'honneur (décret du 28 décembre 1928)[13] ; chevalier par arrêté du 5 juillet 1916[2]
- Croix de guerre 1914–1918[2]
- Officier de l'ordre du Ouissam alaouite[3]
- Lauréat du Prix Archon-Despérouses (1928) de l'Académie française, pour Le lys noir[6]